# Masashi Ishihama
Pour les articles homonymes, voir Ishihama.
Masashi Ishihama (石浜 真史, Ishihama Masashi, parfois 右湊 具央) est un animateur, illustrateur et réalisateur d'anime japonais né le 1er septembre 1968.
Principalement connu pour ses génériques, il travaille comme réalisateur au studio CloverWorks après une longue carrière en freelance.

## Biographie

### Début de carrière
Ishihama est originaire de la métropôle de Tokyo où il nait le 1er septembre 1968.
Il étudie au Tokyo Designer Gakuin College (ja) (aujourd'hui Tokyo Cool Japan Academy (ja)) où il a côtoie Munenori Nawa, Hiroshi Nagahama, et Tatsuya Oishi (en), mais quitte la formation avant son terme pour rejoindre le studio Nakamura Production où il fait ses débuts dans l'industrie de l'animation. Il travaille ensuite au studio OH! Production avant de devenir freelance,,.
Durant les années 1990, il travaille comme animateur et directeur d'animation en particulier sur des OVA, très en vogue à l'époque, y compris des productions plus adultes voire érotiques vu ses affinités pour l'animation de corps féminins à l'époque.

### Reconnaissance comme réalisateur de génériques
Dans les années 2000, il se voit confier des rôles plus ambitieux, sur des séries télévisées, à commencer par l'adaptation télévisée de Read or Die (dont il avait déjà travaillé sur une version OVA quelques années plus tôt), mais aussi sur des films comme La Traversée du Temps de Mamoru Hosoda.
En 2005, il est chargé de réaliser le générique d'ouverture de Speed Grapher, série où il a déjà plusieurs responsabilités ; son générique se fait remarquer par son inventivité visuelle, et va faire qu'Ishihama va être de plus en plus fréquemment appelé spécifiquement pour des génériques, sans que lui ne cherche particulièrement à ce spécialiser dans ce secteur, mais qui lui permet d'exercer sa créativité. Au XXIe siècle, la majorité de ses crédits dans l'animation japonaise vont ainsi être des génériques de série, qui vont faire de lui une des rares personnes connues spécifiquement comme « réalisateur de génériques » d'anime,,. Il réalisera ainsi les génériques d'ouverture de séries comme Kamichu!, Tokyo Ravens, Psycho-Pass (seconde saison), L'Attaque des Titans (première saison, second générique), Occultic;Nine ou encore Granblue Fantasy The Animation.
En 2010, il participe avec une partie de l'équipe de Kamichu! comme chara-designer et directeur d'animation au film Welcome to the Space Show (en), qui sera présenté à la Berlinale 2010 et nommé au jury « Generation KPlus »,.
Peu intéressé auparavant par la réalisation d'œuvres complètes,, c'est seulement à cette période qu'il réalise sa première série, Shin sekai yori, adaptation d'un roman de science-fiction japonais de Yūsuke Kishi sur proposition d'un producteur de TV Asahi,, puis son premier film, Garakowa: Restore the World (en) adapté d'un scénario vainqueur d'un concours organisé par Pony Canyon en 2012.

### Réalisateur chez CloverWorks
Après avoir travaillé longtemps comme indépendant, il rejoint brièvement le studio A-1 Pictures en 2017 avant d'être engagé au studio CloverWorks, filiale d'A-1, lors de sa création en 2018,.
Il y réalise en 2018 l'adaptation animée du jeu Persona 5, et les deux saisons qui adaptent le manga Horimiya en 2021 et en 2023 ; dans les deux cas, il réalisera à nouveau les génériques d'ouverture de chaque série et saison.

## Style et influences
Ishihama est reconnu dans le milieu de l'animation pour les génériques qu'il a créé, plus d'une vingtaine depuis 1999,. Il possède un style caractéristique, exploitant en particulier l'intégration des crédits défilant à l'écran au sein des visuels, et à l'exploitation de couleurs vives et de motifs abstraits modifiant l'image. Ishihama décrit ses jeux avec les noms du staff comme une manière d'attirer l'attention sur eux et les mettre en valeur, mais en minimisant la dissonance entre l'image et ce texte qu'il est contraint d'afficher à l'écran. Son exploitation de silhouettes, de formes plates et de couches successives ajoutées à des effets visuels comme du grain ou des changements de focale ont également forgé son style de réalisation de générique.
Ishihama puise ses influences en particulier chez des réalisateurs qu'il a côtoyé, citant notamment Akiyuki Shinbo et Koji Masunari (en),.

## Filmographie
Sauf mention contraire explicite, les informations de cette section sont tirées des cartons de crédits des œuvres mentionnées, ou de bases de données compilant ces mêmes crédits,,.

### Génériques réalisés
| Année | Titre                               | Générique     | Chanson                                                             |
| ----- | ----------------------------------- | ------------- | ------------------------------------------------------------------- |
| 1999  | Tenamonya Voyagers (ja)             | Opening       | Hiroshi Miyagawa - Geba-geba 90-fun! no Theme                       |
| 1999  | Tenamonya Voyagers (ja)             | Ending        | Ichirō Mizuki - Dareka ga Kaze no Naka de                           |
| 2005  | Kamichu!                            | Opening       | Maho Tomita (en) - Hare nochi Nare!                                 |
| 2005  | Speed Grapher                       | Opening       | Duran Duran - Girls on Film                                         |
| 2006  | Bleach                              | Opening no 5  | YUI - Rolling Star                                                  |
| 2008  | Night Raid 1931                     | Opening       | MUCC - Yakusoku                                                     |
| 2010  | Bleach                              | Opening no 13 | SID - Ranbu no Melody (en)                                          |
| 2011  | A-Channel (en)                      | Opening       | Marina Kawano (en) - Morning Arch                                   |
| 2012  | Beelzebub                           | Ending no 3   | Tomato n'Pine - Nanairo Namida                                      |
| 2013  | L'Attaque des Titans                | Opening no 2  | Linked Horizon - Jiyū No Tsubasa                                    |
| 2013  | Tokyo Ravens                        | Opening no 1  | Maon Kurosaki - X-encounter                                         |
| 2014  | Mahō Sensō (en)                     | Ending        | Yūka Nanri (en) - Senkō no Prisoner                                 |
| 2014  | Yama no Susume - Second Season (en) | Opening no 1  | Yuka Iguchi, Kana Asumi, Yōko Hikasa, Yui Ogura - Natsu-iro Present |
| 2014  | Psycho-Pass 2                       | Opening       | Ling Tosite Sigure - Enigmatic Feeling                              |
| 2016  | Erased                              | Ending        | Sayuri - Sore wa Chiisana Hikari no yō na                           |
| 2016  | Occultic;Nine                       | Opening       | Kanako Itō (en) - Seisū 3 no Nijō                                   |
| 2017  | Granblue Fantasy The Animation      | Opening       | Bump of Chicken - Go                                                |
| 2017  | Saenai Heroine no Sodatekata ♭      | Opening       | Luna Haruna (en) - Stella Breeze                                    |
| 2018  | Persona 5: The Animation            | Opening no 1  | Lyn - Break in to Break Out                                         |
| 2018  | Persona 5: The Animation            | Opening no 2  | Lyn - Dark Sun...                                                   |
| 2021  | Horimiya                            | Opening       | Yoh Kamiyama (en) - Iro Kōsui                                       |
| 2022  | Tokyo 24th Ward                     | Opening       | Survive Said The Prophet - Paper Sky                                |
| 2022  | Spy × Family                        | Opening no 1  | Official HIGE DANdism - Mixed Nuts                                  |
| 2023  | Horimiya -piece-                    | Opening       | Omoinotake - Shiawase                                               |

### Séries principales
| Année     | Titre                                 | Rôle(s) (génériques)                                                               |
| --------- | ------------------------------------- | ---------------------------------------------------------------------------------- |
| 1990–1991 | Idol Angel Yokoso Yoko (en)           | Animation clé                                                                      |
| 1991–1992 | Goldfish Warning! (en)                | Animation clé                                                                      |
| 1994–1995 | Sailor Moon SuperS (en)               | Animation clé                                                                      |
| 2000      | Platinumhugen Ordian (en)             | Animation clé                                                                      |
| 2002      | Azumanga Daioh                        | Directeur d'animation, animation clé                                               |
| 2003–2004 | Read or Die                           | Chara-design, directeur d'animation en chef, directeur d'animation, animation clé  |
| 2005      | Speed Grapher                         | Chara-design, directeur d'animation en chef, réalisation d'épisodes, animation clé |
| 2006      | Bienvenue dans la NHK                 | Chara-design                                                                       |
| 2007      | Dennō Coil                            | Animation clé                                                                      |
| 2011      | Dragon Crisis! (en)                   | Chara-design, directeur d'animation en chef, directeur d'animation                 |
| 2012      | Shin sekai yori                       | Réalisateur, directeur d'animation, story-board                                    |
| 2016      | Occultic;Nine                         | Réalisation d'épisode                                                              |
| 2018      | Persona 5: The Animation              | Réalisateur, réalisation et story-board d'épisodes, animation clé                  |
| 2020      | Auto Boy - Carl from Mobile Land (en) | Story-board d'épisodes                                                             |
| 2021      | Horimiya                              | Réalisateur, réalisation et story-board d'épisodes, animation clé                  |
| 2023      | Horimiya -piece-                      | Réalisateur, réalisation et story-board et d'épisodes, animation clé               |

### Films
| Année | Titre                            | Rôle(s) (génériques)                            |
| ----- | -------------------------------- | ----------------------------------------------- |
| 2006  | La Traversée du temps            | Directeur d'animation                           |
| 2008  | Sword of the Stranger            | Animation clé                                   |
| 2010  | Welcome to the Space Show (en)   | Chara-design, directeur d'animation en chef     |
| 2016  | Garakowa: Restore the World (en) | Réalisateur, supervision narrative, story-board |

### Autres
| Année     | Titre                                                 | Type      | Rôle(s) (génériques)                                                    |
| --------- | ----------------------------------------------------- | --------- | ----------------------------------------------------------------------- |
| 1993–1994 | Fortune Quest: Yonimo Shiawase na Bôkensha-tachi (ja) | OVA       | Animation clé                                                           |
| 1993–1995 | The Hakkenden: A New Chapter (en)                     | OVA       | Animation clé                                                           |
| 1995–1996 | El Hazard                                             | OVA       | Animation clé                                                           |
| 1996      | Starship Girl Yamamoto Yohko (en)                     | OVA       | Directeur d'animation (effets mécaniques), animation clé                |
| 1996–1997 | Hurricane Polymar                                     | OVA       | Directeur d'animation (mecha), mecha-design, animation clé              |
| 1997      | Starship Girl Yamamoto Yohko II (en)                  | OVA       | Directeur d'animation, réalisation d'épisodes                           |
| 1998      | Sakura Wars 2: Thou Shalt Not Die (en)                | Jeu vidéo | Animation clé du générique (OP)                                         |
| 1999      | Tenamonya Voyagers (ja)                               | OVA       | Chara-design, réalisation de génériques (OP, ED), directeur d'animation |
| 2001–2002 | R.O.D. - Read or Die (en)                             | OVA       | Chara-design, directeur d'animation                                     |
| 2003–2004 | Eiken (en)                                            | OVA       | Chara-design, directeur d'animation                                     |
| 2008      | KITE Liberator (en)                                   | OVA       | Animation clé                                                           |
| 2021      | Yoasobi - Sangenshoku                                 | Clip      | Réalisation, story-board, animation clé                                 |
| 2023      | Gegokujō Kyūji (ja)                                   | Drama     | Animation des scènes de base-ball                                       |